# 泣かないでママ
『泣かないでママ』（なかないでママ）は、TBS系列「ドラマ30」枠にて1994年5月30日 - 7月29日に放送された昼ドラマである。中部日本放送（CBC）制作。全45話。

## キャスト
- 青木美沙子 - 友里千賀子
- 青木一也 - 磯部勉
- 中原早苗
- 明石亮太朗
- あゆみ - 朝加真由美
- 小野沢 - 清水健太郎
- 八木橋修
- 根上淳
- 服部妙子
- 寺田はるひ(声優)
- 坂尾直子
- 須永千重
- 以上[1]

## スタッフ
- 脚本 - 高村美智子、関根俊夫、高橋留美
- 演出 - 九鬼通夫、猪原達三
- 助監督 - 北川学、位部将人、本橋圭太
- プロデューサー - 高橋泰、山本恵三
- プロデューサー補 - 片平靖人
- 音楽 - 義野裕明
- 選曲 - 茅原万起子
- 制作 - 中部日本放送、東阪企画
- 以上[1]

## 主題歌
- 『優しい風』 歌 - 沢田聖子[1][2]（作詞：沢田聖子、作曲：義野裕明、編曲：義野裕明[3]）

## 前後番組
| MBS・CBC 平日13時台後半（ドラマ30枠） | MBS・CBC 平日13時台後半（ドラマ30枠）      | MBS・CBC 平日13時台後半（ドラマ30枠）     |
| 前番組                                | 番組名                                     | 次番組                                    |
| ------------------------------------- | ------------------------------------------ | ----------------------------------------- |
| 婚姻関係 （1994年3月28日 - 5月27日）  | 泣かないでママ （1994年5月30日 - 7月29日） | 野々山家の人々 （1994年8月1日 - 9月30日） |